# Gonnehem
Gonnehem es una comuna francesa situada en el departamento de Paso de Calais, en la región de Alta Francia.

## Demografía
| 1701 | 1755 | 1740 | 1805 | 2172 | 2139 | 2522 |
| Para los censos de 1962 a 1999 la población legal corresponde a la población sin duplicidades (Fuente: INSEE [Consultar]) |      |      |      |      |      |      |